# Faryd Aly Camilo Mondragón
Faryd Aly Camilo Mondragón (Cali, 2 de juny 1971) és un exfutbolista colombià de família libanesa. Mondragón destacà principalment al club turc del Galatasaray Spor Kulübü on jugà entre els anys 2001 i 2007, i guanyà dues lligues el 2002 i 2006. A més ha defensat els colors de Deportivo Cali, Independiente Santa Fe (Colòmbia), Cerro Porteño (Paraguai), Argentinos Juniors, Independiente (Argentina), Reial Saragossa (Espanya), FC Metz (França) i l'1. FC Köln (Alemanya).
També ha jugat amb la selecció de Colòmbia, competint als Jocs Olímpics d'estiu de 1992 i a les Copes del Món dels anys 1994 i 1998.
| Temporada | Lliga | Copa | Europa | Total |
| --------- | ----- | ---- | ------ | ----- |
| 2001-02   | 28    | 0    | 15     | 43    |
| 2002-03   | 32    | 1    | 6      | 39    |
| 2003-04   | 27    | 1    | 10     | 38    |
| 2004-05   | 34    | 4    | 0      | 38    |
| 2005-06   | 34    | 2    | 2      | 38    |
| 2006-07   | 17    | 2    | 8      | 26    |
| TOTAL     | 172   | 10   | 41     | 223   |